# Daczne (obwód odeski)
Daczne (ukr. Дачне) – wieś na Ukrainie w rejonie odeskim obwodu odeskiego. Mieści się tu rzymskokatolicka parafia św. Jana Pawła II oraz stacja kolejowa Daczne linii Rozdilna – Odessa.